# Gisèle Ansorge
Gisèle Ansorge (Morteau, 9 februari 1923 - Etagnières, 17 december 1993) is een Zwitserse schrijfster en regisseuse.

## Biografie
Gisèle Ansorge was een dochter van Ernest Dietrich. Ze studeerde aanvankelijk farmacie en legde ze zich vervolgens naast haar activiteiten als apothekeres ook toe op de filmwereld. Samen met haar echtgenoot Ernest Ansorge regisseerde ze diverse films. Haar literaire carrière begon in 1958, toen ze theaterstukken en televisiescenario's begon te schrijven. Vanaf de jaren 1980 schreef ze ook romans en sprookjes. Ze overleed in 1993. Tien jaar later, op 20 juni 2003, werd in Etagnières een gedenkplaat onthuld aan de woning waar ze heeft gewoond.

## Onderscheidingen
- Prix de Fribourg voor Jardin secret (1985)
- Prix Paul Budry (1987)
- Prix des Auditeurs de La Première (1989)
- Prix du public de la RTS voor Prendre d'aimer (1989)
- Schillerprijs voor Les Tourterelles du Caire (1992)

## Werken
- (fr)  Le jardin secret, 1986.
- (fr)  Prendre d'aimer, 1988.
- (fr)  Les tourterelles du Caire, 1991.
- (fr)  Le jeu des nuages et de la pluie, 1993.